# Габер, Джассим
Джассим Габер Абдулсалам (араб. جاسم جابر عبد السلام‎; род. 20 февраля 2002, Доха) — катарский футболист, играющий на позиции защитника за катарский клуб «Аль-Араби» и национальную сборную Катара по футболу.

## Карьера
В январе 2020 года Габер подписал четырёхлетний контракт с «Аль-Араби» до 2024 года.
В 2022 году попал в заявку сборной Катара на чемпионат мира, но на поле не выходил.
В январе 2022 года Габер был включён в команду года до 20 лет по версии Международной федерации футбольной истории и статистики на 2021 год.

## Достижения
Сборная Катара
- Обладатель Кубка Азии: 2023